# Verrophone
Verrophone lub verrofon – instrument zbudowany ze szklanych rur osadzonych na ramie. Skonstruowany został w 1983 przez Saschę Reckerta. Dźwięk powstaje przez pocieranie rantu rury, podobnie jak w szklanej harfie. Skala obejmuje dwie i pół oktawy, od g do g3.